# Manchester United F.C. mùa bóng 1922–23
Mùa giải 1922-23 là mùa giải thứ 27 của Manchester United ở Liên đoàn bóng đá. Sau khi bị loại khỏi giải hạng Nhất mùa trước, Đội bóng kết thúc mùa giải với vị trí thứ tư tại giải hạng hai, điều này khiến Đội bóng bỏ lỡ sự thăng cấp lên giải đấu cao hơn trong đó Đội bóng đã không thi đấu trong gần 20 năm.

## Giải bóng đá hạng hai (Second Division)
| Thời gian            | Đối thủ                 | H/A | Tỷ số Bt-Bb | Cầu thủ ghi bàn                | Số lượng khán giả |
| -------------------- | ----------------------- | --- | ----------- | ------------------------------ | ----------------- |
| 26 tháng 8 năm 1922  | Crystal Palace          | H   | 2 – 1       | Spence, Wood                   | 30,000            |
| 28 tháng 8 năm 1922  | The Wednesday           | A   | 0 – 1       |                                | 12,500            |
| 2 tháng 9 năm 1922   | Crystal Palace          | A   | 3 – 2       | Spence (2), Williams           | 8,500             |
| 4 tháng 9 năm 1922   | The Wednesday           | H   | 1 – 0       | Spence                         | 22,000            |
| 9 tháng 9 năm 1922   | Wolverhampton Wanderers | A   | 1 – 0       | Williams                       | 18,000            |
| 16 tháng 9 năm 1922  | Wolverhampton Wanderers | H   | 1 – 0       | Spence                         | 28,000            |
| 23 tháng 9 năm 1922  | Coventry City           | A   | 0 – 2       |                                | 19,000            |
| 30 tháng 9 năm 1922  | Coventry City           | H   | 2 – 1       | Henderson, Spence              | 25,000            |
| 7 tháng 10 năm 1922  | Port Vale               | H   | 1 – 2       | Spence                         | 25,000            |
| 14 tháng 10 năm 1922 | Port Vale               | A   | 0 – 1       |                                | 16,000            |
| 21 tháng 10 năm 1922 | Fulham                  | H   | 1 – 1       | Myerscough                     | 18,000            |
| 28 tháng 10 năm 1922 | Fulham                  | A   | 0 – 0       |                                | 20,000            |
| 4 tháng 11 năm 1922  | Clapton Orient          | H   | 0 – 0       |                                | 16,500            |
| 11 tháng 11 năm 1922 | Clapton Orient          | A   | 1 – 1       | Goldthorpe                     | 11,000            |
| 18 tháng 11 năm 1922 | Bury                    | A   | 2 – 2       | Goldthorpe (2)                 | 21,000            |
| 25 tháng 11 năm 1922 | Bury                    | H   | 0 – 1       |                                | 28,000            |
| 2 tháng 12 năm 1922  | Rotherham County        | H   | 3 – 0       | Lochhead, McBain, Spence       | 13,500            |
| 9 tháng 12 năm 1922  | Rotherham County        | A   | 1 – 1       | Goldthorpe                     | 7,500             |
| 16 tháng 12 năm 1922 | Stockport County        | H   | 1 – 0       | McBain                         | 24,000            |
| 23 tháng 12 năm 1922 | Stockport County        | A   | 0 – 1       |                                | 15,500            |
| 25 tháng 12 năm 1922 | West Ham United         | H   | 1 – 2       | Lochhead                       | 17,500            |
| 26 tháng 12 năm 1922 | West Ham United         | A   | 2 – 0       | Lochhead (2)                   | 25,000            |
| 30 tháng 12 năm 1922 | Hull City               | A   | 1 – 2       | Lochhead                       | 6,750             |
| 1 tháng 1 năm 1923   | Barnsley                | H   | 1 – 0       | Lochhead                       | 29,000            |
| 6 tháng 1 năm 1923   | Hull City               | H   | 3 – 2       | Goldthorpe, Lochhead, own goal | 15,000            |
| 20 tháng 1 năm 1923  | Leeds United            | H   | 0 – 0       |                                | 25,000            |
| 27 tháng 1 năm 1923  | Leeds United            | A   | 1 – 0       | Lochhead                       | 24,500            |
| 10 tháng 2 năm 1923  | Notts County            | A   | 6 – 1       | Goldthorpe (4), Myerscough (2) | 10,000            |
| 17 tháng 2 năm 1923  | Derby County            | H   | 0 – 0       |                                | 27,500            |
| 21 tháng 2 năm 1923  | Notts County            | H   | 1 – 1       | Lochhead                       | 12,100            |
| 3 tháng 3 năm 1923   | Southampton             | H   | 1 – 2       | Lochhead                       | 30,000            |
| 14 tháng 3 năm 1923  | Derby County            | A   | 1 – 1       | MacDonald                      | 12,000            |
| 17 tháng 3 năm 1923  | Bradford City           | A   | 1 – 1       | Goldthorpe                     | 10,000            |
| 21 tháng 3 năm 1923  | Bradford City           | H   | 1 – 1       | Spence                         | 15,000            |
| 30 tháng 3 năm 1923  | South Shields           | H   | 3 – 0       | Goldthorpe (2), Lochhead       | 26,000            |
| 31 tháng 3 năm 1923  | Blackpool               | A   | 0 – 1       |                                | 21,000            |
| 2 tháng 4 năm 1923   | South Shields           | A   | 3 – 0       | Goldthorpe, Hilditch, Spence   | 6,500             |
| 7 tháng 4 năm 1923   | Blackpool               | H   | 2 – 1       | Lochhead, Radford              | 20,000            |
| 11 tháng 4 năm 1923  | Southampton             | A   | 0 – 0       |                                | 5,500             |
| 14 tháng 4 năm 1923  | Leicester City          | A   | 1 – 0       | Bain                           | 25,000            |
| 21 tháng 4 năm 1923  | Leicester City          | H   | 0 – 2       |                                | 30,000            |
| 28 tháng 4 năm 1923  | Barnsley                | A   | 2 – 2       | Lochhead, Spence               | 8,000             |

| # | Câu lạc bộ        | Tr | T  | H  | B  | Bt | Bb | Hs  | Điểm |
| - | ----------------- | -- | -- | -- | -- | -- | -- | --- | ---- |
| 3 | Leicester City    | 42 | 21 | 9  | 12 | 65 | 44 | +21 | 51   |
| 4 | Manchester United | 42 | 17 | 14 | 11 | 51 | 36 | +15 | 48   |
| 5 | Blackpool         | 42 | 18 | 11 | 13 | 60 | 43 | +17 | 47   |

## FA Cup
| Thời gian           | Vòng đấu       | Đối thủ           | H/A | Tỷ số Bt-Bb | Cầu thủ ghi bàn    | Số lượng khán giả |
| ------------------- | -------------- | ----------------- | --- | ----------- | ------------------ | ----------------- |
| 13 tháng 1 năm 1923 | Vòng 1         | Bradford City     | A   | 1 – 1       | Partridge          | 27,000            |
| 17 tháng 1 năm 1923 | Vòng 1 Đấu lại | Bradford City     | H   | 2 – 0       | Barber, Goldthorpe | 27,791            |
| 3 tháng 2 năm 1923  | Vòng 2         | Tottenham Hotspur | A   | 0 – 4       |                    | 38,333            |